# Herzeleid
Herzeleid е първият студиен албум на немската група Rammstein. Записан е в Стокхолм през 1995, само година след създаването на групата. Албумът е издаден на 29 cептември 1995. Буквалният превод на Herzeleid е „Мъка“.
Поради обстоятелствата обложката на Herzeleid e променена.

## Песни
1. „Wollt ihr das Bett in Flammen sehen?“ (Искате ли да видите леглото в пламъци?) – 5:17
2. „Der Meister“ (Господарят) – 4:08
3. „Weißes Fleisch“ (Бяла плът) – 3:35
4. „Asche zu Asche“ (Пепел при пепелта) – 3:51
5. „Seemann“ (Моряк) – 4:48
6. „Du riechst so gut“ (Миришеш толкова хубаво) – 4:49
7. „Das alte Leid“ (Старата болка) – 5:44
8. „Heirate mich“ (Ожени се за мен) – 4:44
9. „Herzeleid“ (Мъка) – 3:41
10. „Laichzeit“ (Време за хвърляне на хайвер) – 4:20
11. „Rammstein“ (Рамщайн) – 4:25

## Сингли
1. Du Riechst So Gut (1995)
2. Seemann (1996)
3. Asche zu Asche (2001) (издаден само в Австрия)

## Музикални видеоклипове
- Du Riechst so Gut
- Seemann
- Rammstein
- Du Riechst so Gut '98

## Чарт постижения
| Чарт (1995)                            | Позиция |
| -------------------------------------- | ------- |
| Австрийска класация за албуми          | 11      |
| Белгийска класация за албуми (Фландия) | 96      |
| Холандска класация за албуми           | 77      |
| Френска класация за албуми             | 85      |
| Немска класация за албуми              | 6       |
| Швейцарска класация за албуми          | 20      |